# Abd al-Malik

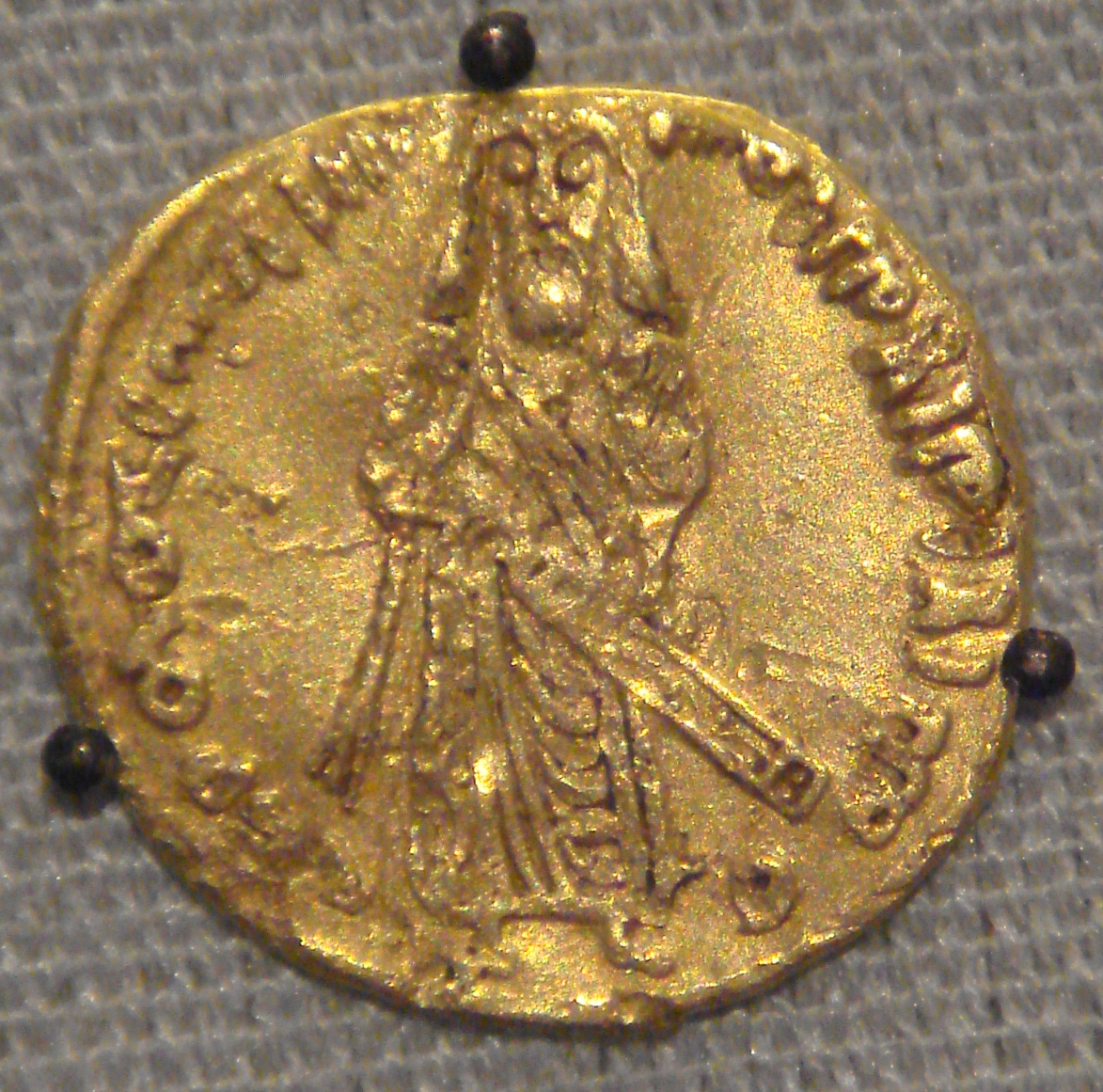
Dinar de aur bătut de omeiazi în 695, care îl înfățișează probabil pe Abd al-Malik

Abd al-Malik ibn Marwan (646 - 705) (arabă عبد الملك بن مروان) a fost un calif arab, al cincilea calif din Dinastia Omeiazilor. Acesta a domnit din aprilie 685 până la moartea sa în octombrie 705. Membru al primei generații de musulmani născuți, copilăria în Medina a fost dedicată activităților pioase. A deținut funcții administrative și militare sub califul Mu'awiya I (661-680), fondatorul califatului omeiad, și sub propriul său tată, califul Marwan I (684-685). Până la venirea la putere a lui Abd al-Malik, autoritatea omeiadă se prăbușise în întregul califat ca urmare a celei de-a doua Fitna și fusese reconstituită în Siria și Egipt în timpul domniei tatălui său.
După o invazie eșuată în Irak în 686, Abd al-Malik s-a concentrat pe securizarea Siriei înainte de a încerca să cucerească cea mai mare parte a califatului de la principalul său rival, califul Abd Allah ibn al-Zubayr din Mecca. În acest scop, el a încheiat un armistițiu nefavorabil cu Imperiul Bizantin revigorat în 689, a înăbușit o tentativă de lovitură de stat la Damasc a rudei sale, al-Ashdaq, în anul următor, și a reîncorporat în armată triburile rebele Qaysi din Jazira (Mesopotamia Superioară) în 691. Apoi a cucerit Irakul Zubayrid și și-a trimis generalul, al-Hajjaj ibn Yusuf, la Mecca, unde l-a ucis pe Ibn al-Zubayr la sfârșitul anului 692, reunind astfel Califatul sub conducerea lui Abd al-Malik. Războiul cu Bizanțul a fost reluat, ceea ce a dus la avansarea omeiazilor în Anatolia și Armenia, la distrugerea Cartaginei și la recucerirea Kairouanului, punctul de plecare pentru cuceririle ulterioare din vestul Africii de Nord și din Peninsula Iberică, în 698. În est, al-Hajjaj a devenit viceregele lui Abd al-Malik și a stabilit cu fermitate autoritatea califului în Irak și Khurasan, eliminând opoziția kharijiților și a nobilimii tribale arabe până în 702. Ultimii ani ai lui Abd al-Malik au fost marcați de o consolidare pașnică și prosperă a puterii pe plan intern.

Într-o schimbare semnificativă față de predecesorii săi, conducerea provinciilor califatului a fost centralizată sub Abd al-Malik, în urma eliminării rivalilor săi. Treptat, trupele arabe fidele regimului politic din Siria au fost însărcinate cu menținerea ordinii în provincii, pe măsură ce dependența de garnizoanele arabe locale, mai puțin fiabile, a fost redusă. Excedentele fiscale din provincii au fost transmise Damascului, iar stipendiile tradiționale acordate veteranilor primelor cuceriri musulmane și urmașilor acestora au fost abolite, salariile fiind limitate la cei aflați în serviciu activ. Cele mai importante reforme ale lui Abd al-Malik au fost introducerea unei monede islamice unice în locul monedei bizantine și sasanide și stabilirea limbii arabe ca limbă a birocrației în locul limbii grecești și persane în Siria și, respectiv, Irak.  Faptul că a fost crescut în religia musulmană, conflictele cu forțele creștine externe și locale, precum și pretențiile rivalilor la conducerea islamică au influențat eforturile lui Abd al-Malik de a conferi statului omeiad un caracter islamic distinct. O altă manifestare a acestei inițiative a fost fondarea Cupolii Stâncii din Ierusalim, cel mai vechi monument religios atestat arheologic construit de un conducător musulman și posesorul primelor proclamații epigrafice ale islamului și ale profetului islamic Mahomed. Bazele stabilite de Abd al-Malik i-au permis fiului și succesorului său, al-Walid I (705-715), care a menținut în mare parte politicile tatălui său, să supravegheze zenitul teritorial și economic al Califatului Omeiad. Guvernul centralizat al lui Abd al-Malik a devenit prototipul statelor musulmane medievale viitoare.